# ماهی دیواربین
ماهی دیواربین (نام علمی: Sander vitreus) نام یک گونه از تیره سوف‌ماهیان است.